# 山形県道289号白滝宮宿線
山形県道289号白滝宮宿線（やまがたけんどう289ごう しらたきみやじゅくせん）は、山形県西村山郡朝日町を通る一般県道である。

## 概要
西村山郡朝日町大字立木から西村山郡朝日町大字常盤に至る。
西村山郡朝日町大字太郎道陸地区は急峻な地形のため雪崩の危険性が高くスノーシェッドが設置されているが、スノーシェッド内の道路幅員が狭く、車両のすれ違いが困難な状況となっており、さらに老朽化も著しく、スノーシェッド部を橋梁で迂回する道陸工区の事業を2015年度（平成27年度）から進めていたが、2023年（令和5年）11月19日、16時に延長620 mの区間が開通した。

### 路線データ
- 起点：山形県西村山郡朝日町大字立木（白滝付近）
- 終点：山形県西村山郡朝日町大字常盤（山形県道9号長井大江線交点）

## 歴史
- 1959年（昭和34年）5月1日 - 山形県告示第338号により、県道白滝宮宿線として路線認定される（当時の整理番号は149）[2]。
- 1983年（昭和58年）4月1日 - 山形県告示第564号により、路線番号を「289」に変更[3]。
- 2015年度（平成27年度） - 道陸工区（延長620 m）事業化[1]。
- 2023年（令和5年）11月19日 - 道陸工区（延長620 m）開通[1]。
- 2024年度（令和6年度） - 老朽化したスノーシェッドを取り壊して道陸工区の事業が完了予定[1]。

## 路線状況

### 道路施設

#### 橋梁
- 道陸橋（延長136 m[1]、西村山郡朝日町）
- 太郎橋（朝日川、西村山郡朝日町）

#### トンネル
- 太郎隧道：延長210 m、1980年（昭和55年）竣工、西村山郡朝日町

## 地理

### 通過する自治体
- 山形県
  - 西村山郡朝日町

### 交差する道路
| 交差する道路          | 交差する場所 | 交差する場所 |
| --------------------- | ------------ | ------------ |
| 山形県道9号長井大江線 | 大字常盤     | 終点         |

### 沿線
- 白滝
- 木川ダム